# John Medeski
John Medeski (* 28. června 1965 Louisville, Kentucky, USA) je americký hráč na klávesové nástroje a hudební skladatel.

## Život
Narodil se v Louisville ve státě Kentucky a vyrůstal na Floridě. Na klavír začal hrát ve svých pěti letech a později jej studoval na bostonské New England Conservatory of Music. Ještě na Floridě, když studoval na gymnáziu, vystupol například s Jacem Pastoriem. Během universitních studií vystupoval například s Dewey Redmanem, Billym Higginsem či Bobem Mintzerem. Od roku 1991 je členem tria Medeski, Martin & Wood. Spolupracoval také s Willem Bernardem, Johnem Scofieldem, Iggy Popem nebo Johnnym Winterem. Na nakolika albech spolupracoval s newyorským skladatelem a saxofonistou Johnem Zornem, se kterým také vystupoval při koncertech.

## Diskografie
John Medeski
- A Different Time (2013)

Medeski Martin & Wood
- Notes from the Underground (1992)
- It's a Jungle in Here (1993)
- Friday Afternoon in the Universe (1995)
- Shack-man (1996)
- Farmer's Reserve (1997)
- Bubblehouse (1997)
- Combustication (1998)
- The Dropper (2000)
- Uninvisible (2002)
- End of the World Party (Just in Case) (2004)
- Out Louder (2006)
- Zaebos: Book of Angels Volume 11 (2008)
- Let's Go Everywhere (2008)
- 20 (2011)
- In Case the World Changes Its Mind (2011)
- Juice (2014)

Jack Bruce
- Silver Rails (2014)

David Fiuczynski
- Lunar Crush (1994)

Marian McPartland
- Piano Jazz (2006)

Cibo Matto
- Stereo * Type A (1999)

Béla Fleck
- Outbound (2000)

Frank London
- The Debt (1997)

Billy Martin
- Mago (2007)
- Eyal Maoz
- Edom (2005)

Robert Randolph
- The Word (2001)

Marc Ribot
- The Prosthetic Cubans (1998)

Roswell Rudd
- Trombone for Lovers (2014)

John Scofield
- A Go Go (1998)
- Überjam (2002)
- Überjam Deux (2013)

Spectrum Road
- Spectrum Road (2012)

Surrender to the Air
- Surrender to the Air (1996)

Lee Ranaldo
- Between the Times and the Tides (2012)

Johnny Winter
- Roots (2011)

John Zorn
- Bar Kokhba (1996)
- Duras: Duchamp (1997)
- Dictée/Liber Novus (2010)
- Interzone (2010)
- Nova Express (2011)
- At the Gates of Paradise (2011)
- Templars: In Sacred Blood (2012)
- A Vision in Blakelight (2012)
- The Concealed (2012)
- Dreamachines (2013)
- On Leaves of Grass (2014)
- Transmigration of the Magus (2014)
- The Last Judgment (2014)
- The Song Project (2014)